# Dakota Carrier Network
Pour les articles homonymes, voir DCN.
Dakota Carrier Network (DCN) est un opérateur en télécommunications américain formé en 1996 à l'initiative de 15 compagnies locales indépendantes « IOC » qui ensemble représentent 85 % des lignes téléphoniques dans le Dakota du Nord. L'opérateur fournit des services haut débit tout en étant présent principalement en zones rurales et dans des agglomérations de taille petite à moyenne. La société est indépendante des grandes compagnies de téléphone locales historiques RBOC telles que AT&T, Verizon ou Qwest.

## Réduire la fracture numérique dans les zones peu denses
Il existe aux États-Unis plus d'un millier d'opérateurs historiques dits « IOC », indépendants des RBOC, présents principalement dans les collectivités locales en milieu rural. La plupart sont d'anciennes administrations appartenant à la collectivité locale assurant une mission de service public, mais certaines d'entre elles sont désormais des sociétés de droit privé ou exploitées en tant que coopératives. 
D'une surface de 183 022 km², le Dakota du Nord est peuplé de 636 677 habitants (2005), soit une densité de population de moins de 4 habitants au km². Dans ces conditions, la fourniture de services haut débit au grand public et aux entreprises est un investissement coûteux. DCN est l'exemple type d'une initiative de collectivités locales en milieu essentiellement rural qui se sont regroupées afin de mutualiser leurs investissements en télécommunications et pouvoir fournir à leurs administrés et aux entreprises des services haut débit de qualité. L'opérateur ainsi constitué réalise des économies d'échelle et assure une couverture des services sur plus de 90 % du territoire de cet état.

## Les services proposés
Les services proposés par DCN incluent les services "Carrier Ethernet", VPN, liaisons spécialisées, ATM, Frame Relay et accès à l'Internet haut débit. 

## Le réseau
DCN exploite un réseau 100 % basé sur des fibres optiques d'une longueur totale de 2.500 km, qui dessert l'ensemble du territoire de l'état. Des boucles SONET SDH sont utilisées avec un canal de protection pour assurer un niveau de qualité de service le plus élevé possible.
DCN a récemment modernisé son réseau backbone avec une technologie DWDM fournie par l'industriel canadien Nortel, ce qui a permis d'augmenter la capacité de transport dans un rapport de presque 300 fois. Bien que l'opérateur continue d'offrir des services de boucles SONET OC-48 sur tout le territoire de l'état, la technologie DWDM est désormais privilégiée et permet d'offrir des services "carrier Ethernet" à 10 Gbit/s. Le réseau supporte ainsi des volumes de trafic de plus en plus importants notamment vidéo, voix et transmissions de données. 
Le réseau est également utilisé à l'échelle de l'état pour créer un réseau privé virtuel à haut débit sur lequel sont raccordés en groupes fermés d'utilisateurs les différentes administrations de l'état, les établissements scolaires et universitaires. 
DCN a déployé 8 points de présence dans le Dakota du Nord afin de mutualiser les interconnexions entre les différents opérateurs "IOC" membres de l'association et les opérateurs nationaux. Le réseau est supervisé à partir d'un centre d'exploitation réseau ("Network Operations Center" ou NOC) situé à Bismarck.
Très récemment, DCN a introduit la technologie "PBB-TE" afin d'offrir des services "Carrier Ethernet", ce qui permet aux clients de transporter la voix, la vidéo et les données sous forme Ethernet “native”.

## Les IOC à l'origine de la création de DCN
- BEK Communications Cooperative (siège à Steele, ND)
- Consolidated Telcom (siège à Dickinson, ND)
- Dakota Central Telecommunications Cooperative (siège à Carrington, ND)
- Dickey Rural Telephone Cooperative (siège à Ellendale, ND)
- Inter-Community Telephone Company LLC (siège à Cooperstown, ND)
- Midstate Telephone Company (siège à Beach, ND)
- Moore & Liberty Telephone Company (siège à Enderlin, ND)
- North Dakota Telephone (siège à Devils Lake, ND)
- Northwest Communications (siège à Ray, ND)
- Polar Communications (siège à Park River, ND)
- Red River Technologies (siège à Abercrombie, ND)
- Reservation Telephone (siège à Parshall, ND)
- SRT Communications (siège à Minot, ND)
- United Telephone Mutual Aid Corporation (siège à Langdon, ND)
- West River Telephone (siège à Hazen, ND)